# Sminthopsis aitkeni
El ratón marsupial de la Isla Canguro  o dunnart de la Isla Canguro (Sminthopsis aitkeni)
es una especie de marsupial dasiuromorfo de la familia Dasyuridae.

## Características
Es de color gris oscuro, con la parte inferior del cuerpo más pálida. Tiene un promedio de longitud del cuerpo de 17 - 20 cm; de 8 a 9,3 cm son del hocico al ano; la cola que mide de 9-10,5 cm, las patas traseras miden 1,75 cm, las orejas 1,8 cm de longitud. Tiene un peso de 20 a 25 gramos. La cola es delgada y tiene la misma coloración que el cuerpo.

## Distribución y hábitat
Sólo se encuentra en la parte occidental de la Isla Canguro, de Australia Meridional, y es el único mamífero endémico de la isla. Vive en bosques de eucalipto y suelos de laterita.